# Geissanthus ambiguus
Geissanthus ambiguus (Mart.) G.Agostini – gatunek roślin z rodziny pierwiosnkowatych (Primulaceae). Występuje naturalnie w Ekwadorze, Peru, Boliwii oraz Brazylii (w stanach Mato Grosso, Minas Gerais, São Paulo). 

## Morfologia
PokrójZimozielone drzewo lub krzew. Dorasta do 1–6 m wysokości.
LiścieBlaszka liściowa ma eliptycznie owalny lub eliptycznie lancetowaty kształt. Mierzy 15–29 cm długości oraz 6–9,4 cm szerokości, jest całobrzega, ma ostrokątną nasadę i tępy lub spiczasty wierzchołek. Ogonek liściowy jest nagi i ma 4–27 mm długości.
KwiatyZebrane w wiechach (o 4,5–20 cm długości) wyrastających na szczytach pędów. Mają działki kielicha o owalnym lub podługowatym kształcie i dorastające do 2 mm długości. Płatki są owalne i mają białą lub różowa barwę oraz 3–4 mm długości.
OwocPestkowce mierzące 7-8 mm średnicy, o kulistym kształcie.

## Biologia i ekologia
Rośnie w lasach. 